# Zeriassa transvaalensis
Zeriassa transvaalensis är en spindeldjursart som beskrevs av Lawrence 1964. Zeriassa transvaalensis ingår i släktet Zeriassa och familjen Solpugidae. Inga underarter finns listade i Catalogue of Life.